# Edmond de la Coste
Edmond Charles Guillaume Ghislain de la Coste (Mechelen, 24 februari 1788 – Brussel, 30 maart 1870) was een conservatief politicus onder het Verenigd Koninkrijk der Nederlanden en België.

## Levensloop
De familie De la Coste stamde uit de streek van Genua, maar sinds de 15e eeuw woonde een zijtak in Brugge. Tegen het einde van het ancien régime bleven maar weinig leden van deze familie meer over. Net voor de revolutiejaren was Alexandre de la Coste (1744-1790) overleden. Getrouwd met Marie-Isabelle van der Fosse, liet hij drie zoons en een dochter na. Alleen Edmond trouwde en alleen hij vroeg om adelserkenning. Hij verkreeg die in 1816 en werd opgenomen in de Ridderschap van de provincie West-Vlaanderen.
Onder Napoleon werd hij luitenant bij de Nationale Wacht. Hij werd vervolgens auditeur bij de Raad van State en 'sous-préfet' in Groningen en Aken. Onder het Verenigd Koninkrijk der Nederlanden werd hij bijzonder commissaris en daarna referendaris voor Binnenlandse Zaken (1814-1823), het departement geleid door minister De Coninck. In 1821 werd hij lid van de Staatsraad en in 1828 gouverneur van de provincie Antwerpen.
Op 13 december 1829 volgde hij Van Gobbelschroy op als minister van Binnenlandse Zaken. In oktober 1830, na het uitbreken van de Belgische Omwenteling werd hij samen met Van Gobbelsschroy, die minister van eredienst geworden was, gelast de prins van Oranje naar Antwerpen te vergezellen en in België een afzonderlijke regering voor de zuidelijke provincies op te richten. Dit opzet mislukte en beide ministers namen ontslag.
Hij bleef in België, maar speelde geen rol in de revolutie en werd niet verkozen om deel uit te maken van het Nationaal Congres. Wel werd hij tot senator verkozen voor het arrondissement Brussel op 3 oktober 1831, bij de eerste wetgevende verkiezingen. Hij bleef dit echter slechts tot 12 november van hetzelfde jaar. Tien jaar later begon hij aan een langere carrière als parlementslid:
- 1842 tot 1848 volksvertegenwoordiger voor het arrondissement Leuven;
- 1850 tot 1859 volksvertegenwoordiger voor het arrondissement Leuven;
- 1859 tot 1863: senator voor het arrondissement Leuven.

Ondertussen was hij tegelijk van 1846 tot 1848 gouverneur van de provincie Luik, een ambt dat hij na het van kracht worden van de wet op de onverenigbaarheden, neerlegde. In 1840 was hij ook gemeenteraadslid van Brussel geworden.

## Familie
Edmond Charles de la Coste was een neef van de gouverneurs Alexandre François en Hyacinthe Charles van der Fosse. Hij trouwde te Brussel op 5 april 1815 met Pauline-Marie-Ghislaine de Foestraets (Brussel 1795- Brussel 3/4/1832), die afstamde van de Foestraets, die tot aan het Franse tijdperk heerlijke rechten bezaten in Zuurbemde.
Zes van hun negen kinderen bereikten wel de volwassen leeftijd, maar zorgden niet voor nazaten:
- Caroline (1816-1836)
- Leon (1818-1844), substituut van de procureur des Konings in Bergen,
- Eulalie (1821-1893), de enige die trouwde, met Jules Ysebrant de Difque (1820-1868),
- Anne (1822)
- Paul (1825-1892),
- Thérèse (1828-1899),
- Anselme (1829),
- Ferdinand (1831-1832),
- Alexandre (?).

Edmond-Charles de la Coste overleed op 30 maart 1870. Tegen het koor van de kerk van Zuurbemde is aan de noordzijde een grote, eenvoudige grafkelder van de familie aangebouwd. De kelder werd in maart 2000 gerestaureerd. Met de dood van Thérèse de la Coste is de familie in 1899 uitgestorven.

## Publicatie
- Le Pas-d’armes de Villers-sur-Lesse, roman.
- Anselme Adornes, sire de Corthuy, pèlerin de Terre-Sainte, sa famille, sa vie et son temps, historisch verhaal.